# بازی کثیف (فیلم ۱۹۶۹)
بازی کثیف (انگلیسی: Play Dirty)  جنگی به کارگردانی آندری دی‌تاث است که در سال ۱۹۶۹ منتشر شد. از بازیگران آن می‌توان به مایکل کین، نایجل داونپورت، یانگ گرین و هری اندروز اشاره کرد.